# Habitación en Roma
Habitación en Roma (el títol original en anglès és Room in Rome) és una pel·lícula espanyola estrenada el 7 de maig de 2010 i dirigida per Julio Medem, basada lleument en En la cama i protagonitzada per Elena Anaya i Natasha Yarovenko.

## Argument
Dues dones, Natasha, russa i Alba, espanyola, es troben per primera vegada una nit a Roma, després de parlar i contar-se les seves respectives vides; les dues comprendran que els ha envaït un sentiment que mai fins llavors havien sentit; un veritable amor. Després de l'alba, decideixen que els seus camins han de separar-se, encara que no tot és dolent, ja que en aquella habitació sempre quedarà el record d'un amor perfecte, pur, sense errades, que els recordarà que almenys una vegada en la seva vida, han sentit un amor així per algú.

## Repartiment
- Elena Anaya com Alba.
- Natasha Yarovenko com Natasha.
- Enrico Lo Verso com Max.
- Najwa Nimri com Edurne.

## Palmarès cinematogràfic
XXV Premis Goya
| Categoria                  | Persona                      | Resultat  |
| -------------------------- | ---------------------------- | --------- |
| Millor actriu protagonista | Elena Anaya                  | Candidata |
| Millor actriu revelació    | Natasha Yarovenko            | Candidata |
| Millor guió adaptat        | Julio Medem                  | Candidat  |
| Millor cançó original      | Loving Strangers Russian Red | Candidata |

Fotogramas de Plata 2010
| Categoria               | Persona     | Resultat   |
| ----------------------- | ----------- | ---------- |
| Millor actriu de cinema | Elena Anaya | Guanyadora |

XX Premis Turia
| Categoria               | Persona           | Resultat   |
| ----------------------- | ----------------- | ---------- |
| Millor actriu revelació | Natasha Yarovenko | Guanyadora |

Festival de Màlaga
| Categoria    | Persona     | Resultat |
| ------------ | ----------- | -------- |
| Bisnaga d'Or | Julio Medem | Nominada |

Festival de Cinema d'Espanya de Tolosa de Llenguadoc
| Categoria     | Persona     | Resultat |
| ------------- | ----------- | -------- |
| Violette d'Or | Julio Medem | Nominat  |